# Thomas Nielsen

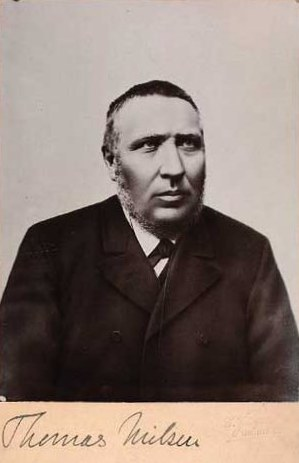
Thomas Nielsen.

Thomas Nielsen, född 13 november 1838, död 27 mars 1895, var en dansk politiker.
Nielsen var folkskollärare och redaktör för Vejle Amts Folkeblad, medlem av Folketinget 1869-87 och av Landstinget 1887-95. Han var från omkring 1870 en av Forenede Venstres mest stridbara medlemmar, efter hand dock mera förhandlingsvillig och medverkade i hög grad till förlikningarna 1877 och 1894. Som allmogeman föredrog Nielsen en demokratisk och social reformpolitik framför den parlamentariska striden. Någon ledarbegåvning var han knappast, men en taktisk och praktisk förmåga.